# Pinhas Hozez
Pinhas Hozez (in ebraico פנחס חוזז‎?; Giaffa, 8 settembre 1957) è un ex cestista israeliano.

## Carriera
Con Israele ha partecipato a quattro edizioni dei Campionati europei (1977, 1979, 1981, 1985).

## Palmarès
- Coppa di Israele: 2

Hapoel Tel Aviv: 1983-84
Bnei Herzliya: 1994-95